# Peligni

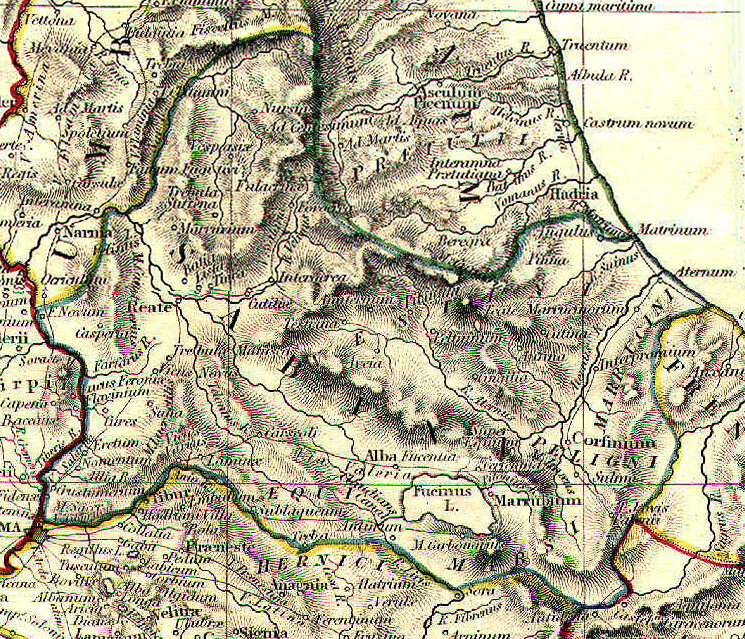
La Sabina secondo lHistorical Atlas: i Peligni erano stanziati all'estremità orientale della regione, nella Valle Peligna

I Peligni  erano un piccolo popolo italico di lingua osco-umbra, storicamente stanziato nel I millennio a.C. nella Valle Peligna, parte dell'odierno Abruzzo. Entrati in conflitto con la Repubblica romana alla fine del IV secolo a.C., presto furono indotti dall'evidente supremazia dell'esercito romano a unirsi in alleanza con Roma, accettando una condizione di chiara subordinazione. Conservarono a lungo un certo margine di autonomia interna fino a quando, nel I secolo a.C., l'estensione a tutti gli Italici della cittadinanza romana, decisa in seguito alla Guerra sociale alla quale avevano preso parte anche i Peligni, accelerò il processo di romanizzazione del popolo, che fu rapidamente inquadrato nelle strutture politico-culturali di Roma.

## Etnonimo
L'origine dell'etnonimo "Peligni" (in lingua latina "Paeligni"), attestato fin dall'antichità, è ancora oscura. Non pare in relazione con il dialetto peligno, della famiglia osco-umbra, parlato dal popolo.

## Storia

### Le origini e il territorio

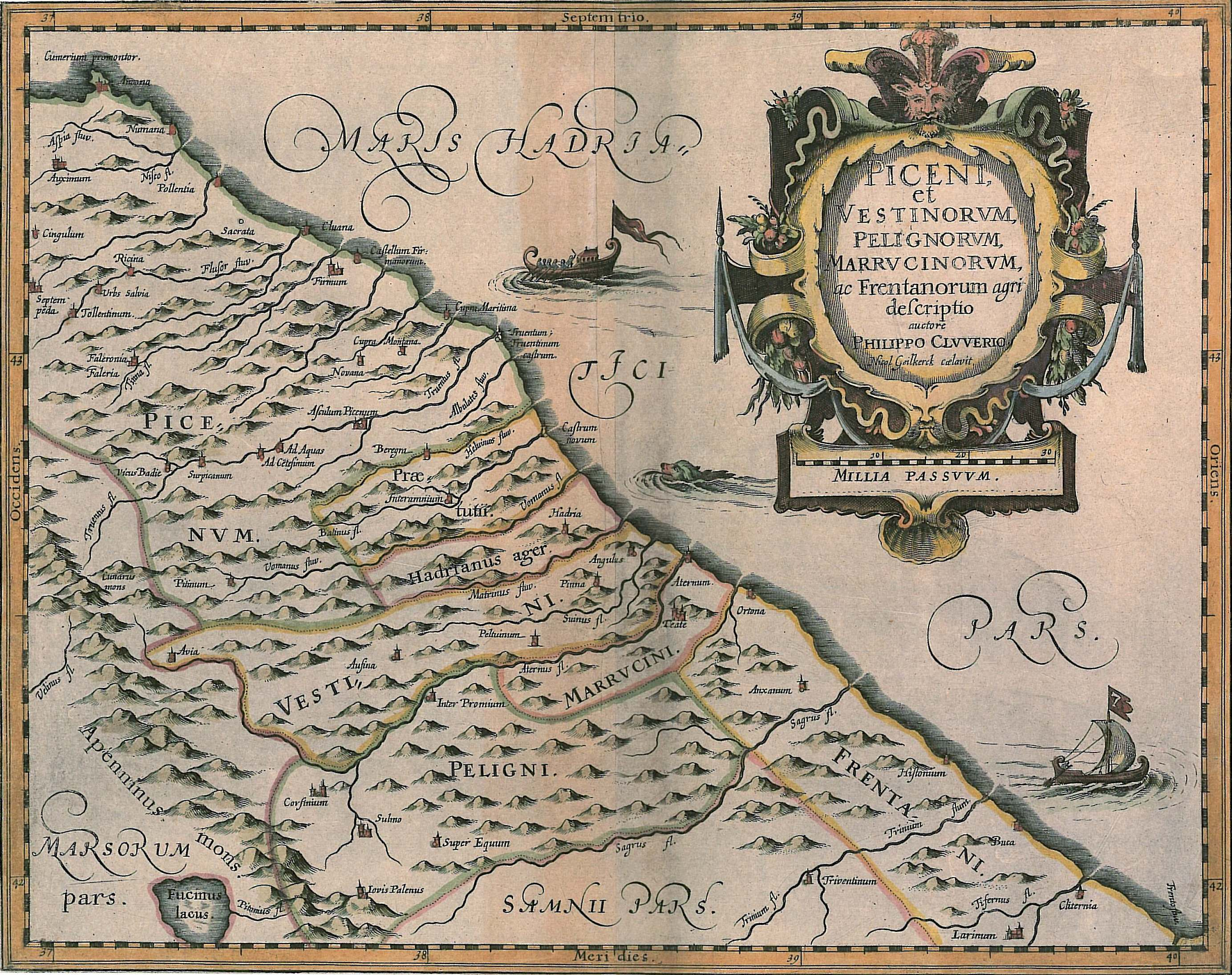
Piceni et Vestinorum, Pelignorum, Marrucinorum; ac Frentanorum agri descriptio, 1624 - Philip Clüver

Le fonti antiche offrono due diverse ipotesi sull'origine del popolo dei Peligni. Secondo Festo erano di origine illirica; secondo Ovidio, sabina (e quindi italica). Entrambe le ipotesi sono plausibili, e non si escludono l'una con l'altra.
Genti indoeuropee del gruppo osco-umbro penetrarono in Italia nella seconda metà del II millennio a.C., probabilmente intorno al XII secolo a.C.. Non è noto il momento esatto in cui genti di lingua osco-umbra si stabilirono nell'area della Valle Peligna; il popolo dei Peligni si differenziò probabilmente già in loco, ed è anzi possibile che i suoi tratti etnici fossero discesi dalla fusione di più elementi. Predominante fu comunque, non solo dal punto di vista etno-linguistico ma anche da quelli politico, culturale e religioso, l'apporto osco-umbro.
Storicamente, i Peligni emergono attestati nel loro territorio a partire dal IV secolo a.C., quando ebbero i primi contatti testimoniati con la Repubblica romana. Abitavano le pendici del massiccio formato dai monti Maiella, Morrone e il monte Plaia: la Valle Peligna, solcata dai fiumi Aterno, Gizio e Sagittario. I loro centri principali furono Sulmo (l'odierna Sulmona, dove nacque il poeta Publio Ovidio Nasone), Superaequum (oggi Castelvecchio Subequo) e Corfinium (l'attuale Corfinio), già capitale dei Peligni indipendenti e in seguito, durante la Guerra sociale, sede dell'assemblea degli Italici ribelli (90 a.C.).

### I rapporti con Roma

#### IV secolo a.C.
Il pretore latino Lucio Annio di Sezia ricorda, nel 335 a.C., un precedente scontro con i Peligni, attaccati e sconfitti dai Latini:
(Tito Livio, Ab urbe condita libri, VIII, 4)
In seguito i Peligni, insieme ai Vestini, ai Marrucini e ai Marsi, presero parte a una confederazione contro cui i Romani entrarono in conflitto durante la Seconda guerra sannitica, nel 325 a.C. Contro l'alleanza italica Roma inviò il console Decimo Giunio Bruto Sceva; secondo Tito Livio si trattò di una mossa audace, poiché fino a quel momento i Vestini e i loro alleati non avevano minacciato direttamente la Repubblica, ma necessaria per prevenire una loro possibile alleanza con i Sanniti. Bruto devastò le campagne degli Italici per costringerli a scendere in battaglia in campo aperto; lo scontro fu sanguinoso e anche l'Esercito Romano subì gravi perdite, ma i nemici furono costretti ad abbandonare i loro accampamenti e a trincerarsi nelle loro cittadelle.
Nel 304 a.C., dopo la grave disfatta subita dagli Equi per opera dei Romani guidati dai Consoli Publio Sempronio Sofo e Publio Sulpicio Saverrione, i Peligni, come i loro vicini Marsi, Marrucini e Frentani, inviarono ambasciatori a Roma per chiedere un'alleanza, che fu loro concessa attraverso un trattato. Non appoggiarono quindi la Lega sannitica, contribuendo in tal modo in maniera decisiva alla vittoria romana.

#### III secolo a.C.
Dopo il trattato del 304 a.C., conservarono ampi margini di autonomia interna come popolo alleato e non già sottomesso; la loro politica, tuttavia, non entrò mai in contrasto con quella di Roma, alla quale si accodavano. Nel 295 a.C. non solo non presero così parte alla battaglia di Sentino tra Roma e un'eterogenea e poco coesa federazione di Galli Senoni, Etruschi, Umbri, Sanniti e altri popoli sabellici, ma anzi dopo la vittoria romana aggredirono i Sanniti in fuga quando questi attraversarono il loro territorio, uccidendo un quinto dei cinquemila soldati sanniti.
Secondo Tito Livio, nel corso della Seconda guerra punica (217 a.C.) il loro territorio e quello dei loro vicini Marsi sarebbe stato devastato dalle truppe di Annibale, in marcia verso sud dopo la vittoria nella battaglia del Lago Trasimeno; tale informazione è tuttavia scorretta, giacché Marsi e Peligni non si trovavano lungo l'itinerario dei Cartaginesi.

#### II–I secolo a.C.
Tra III e II secolo a.C. procedette, gradualmente, il processo di romanizzazione dei Peligni. 

Nel 168 a.C. una coorte di Peligni combatté all'ala destra dell'esercito romano nella battaglia di Pidna, che si risolse nella disfatta dell'esercito macedone del re Perseo.
Agli inizi del I secolo a.C., i Peligni appaiono tra i principali ispiratori, insieme a Marsi e Piceni, della vasta coalizione di popoli italici che scatenò la Guerra sociale per ottenere la concessione della cittadinanza romana più volte negata (91–88 a.C.). Nel 91 a.C. gli Italici ribelli si diedero convegno presso la città peligna di Corfinium, dove furono avviate le istituzioni di uno Stato indipendente da Roma: un senato di cinquecento membri, una giunta esecutiva, due imperatori (o consoli) e dodici pretori. L'esercito, ripartito in due tronconi -– uno sabellico guidato dal marso Quinto Poppedio Silone, l'altro sannitico affidato a Gaio Papio Mutilo – contava contingenti di numerosi popoli italici; quello peligno era guidato da Publio Vettio Scatone.
Nel 90 a.C. i Peligni accorsero, insieme ai Piceni di Gaio Vidacilio, in aiuto di Ascoli, assediata da Gneo Pompeo Strabone, per poi volgere verso Isernia, che strinsero d'assedio dopo aver battuto il console romano Lucio Giulio Cesare. La città cadde alla fine del 90,  in seguito però i Peligni furono sconfitti da Sesto Giulio. La resa definitiva del popolo avvenne all'inizio dell'88 a.C., quando Pompeo Strabone ne ottenne la sottomissione e ne occupò il territorio, costringendo i ribelli a trasferire la loro capitale da Corfinium a Isernia. Vettio venne ucciso da un servo
Dopo la Guerra sociale la Lex Julia de civitate, che concedeva la cittadinanza romana a tutti gli Italici rimasti fedeli a Roma, fu progressivamente estesa anche ai popoli ribelli, tra i quali i Peligni. I loro territori furono intensamente colonizzati, soprattutto nell'epoca di Silla. Ottenuta la cittadinanza, i popoli sabellici furono incorporati nelle tribù romane: i Peligni, con i Marsi, furono iscritti nella gens Sergia. A partire da allora la romanizzazione degli Italici si avviò rapidamente a compimento, come attesta la rapida scomparsa delle loro lingue, sostituite dal latino.

## Società
Come molti altri popoli osco-umbri, soprattutto di lingua osca, i Peligni erano governati da meddix, supremi magistrati che i Romani identificavano con i loro praetor. Il meddix aveva amplissimi poteri: oltre a essere il capo politico del popolo, esercitava anche le supreme funzioni militari e giudiziarie; dalla loro carica dipendeva il calendario, nel quale gli anni erano identificati con il meddix in carica - esattamente come a Roma con i consoli.

## Religione
I Peligni erano, come tutti gli Italici, politeisti; tra le divinità citate nelle loro iscrizioni figura Anaceta, dea associata al serpente. Come i Marsi, i Peligni adoravano i Dioscuri (Iovieis Puclois in peligno); legate al culto delle acque erano invece le divinità ricordate come Cerfum, affini al Çerfo umbro e alle quali erano consacrate sacerdotesse.

## Economia
Nei territori peligni l'olivicoltura, sebbene presente, non era troppo sviluppata, mentre le coltivazioni di grano e di uva erano decisamente floride. Queste ultime, secondo Plinio il Vecchio, erano coltivate specialmente nei pressi dell'attuale Popoli Terme; egli riteneva che l'acqua del luogo fosse particolarmente utile per eliminare le erbacce, che facesse respirare le radici delle piante e rafforzasse le coltivazioni. Plinio attesta inoltre una particolare tecnica agricola in uso presso i Peligni, la quale prevedeva che, in inverno, le viti fossero bagnate con acqua irrigua affinché fossero "intiepidite" ed il freddo non le danneggiasse.

## Lingua
I Peligni parlavano un dialetto sabellico, varietà della lingua osca. Le iscrizioni in peligno sono redatte in alfabeto latino e risalgono per lo più al II secolo a.C..

### Fonti primarie
- Appiano Alessandrino, Storia romana
- Festo, De verborum significatu
- Tito Livio, Ab Urbe condita libri
- Ovidio, Amores
- Ovidio, Fasti
- Plinio il Vecchio, Naturalis Historia
- Strabone, Geografia

### Letteratura storiografica
- Pierlisa Di Felice, Gli antichi Italici nella Valle Peligna, in Tesori d'Abruzzo (n.59), De Siena Editore, giugno 2021,  pp. 8-13.
- Francisco Villar, Gli Indoeuropei e le origini dell'Europa, Bologna, Il Mulino, 1997, ISBN 88-15-05708-0.
- Giacomo Devoto, Gli antichi Italici, 2ª ed., Firenze, Vallecchi, 1951.
- Giuseppe Micali, Storia degli antichi popoli italiani, 2ª ed., Milano, 1836.

### Contesto storico generale
- Osco-umbri
  - Marrucini
  - Marsi
  - Vestini
- Lingue osco-umbre
  - Dialetto peligno

### Rapporti con Roma
- Guerra sociale
- Guerre sannitiche
- Regio IV Samnium